# Norman Normal
Norman Normal è una serie televisiva animata prodotta da France 3, France 2, Télé Images Creation e Magma Films e trasmessa dal 2000 su France 3 e Super RTL. 
In Italia la serie è andata in onda su Rai 2 dal 21 maggio 2001.

## Storia
La storia parla di un ragazzo normale di 13 anni di nome Norman Stone e comincia con un fortissimo temporale: uno dei fulmini ha colpito casa sua e tutta la sua famiglia, che si è ritrovata con dei superpoteri, tranne lui, che non è stato colpito dal fulmine.

## Personaggi principali
- Norman Stone, il protagonista della storia. Doppiato da Paola del Bosco.
- Irwin Stone, il padre di Norman. Doppiato da Roberto Rizzi.
- Edith Stone, la madre di Norman. Doppiata da Beatrice Margiotti.
- Susie Stone, la sorella minore di Norman. Doppiata da Greta Bonetti.
- George, il cane parlante di casa Stone. Doppiato da Mino Caprio.
- Dr. Schmutz e Culture Man, gli antagonisti della storia e nemici della famiglia Stone. Doppiati da Uberto Kovacevich (Dr. Schmutz) e ???? (Culture Man)

## Episodi

### Stagione 1
| nº | Titolo inglese                | Titolo italiano                 | Prima Tv Francia | Prima Tv Italia |
| -- | ----------------------------- | ------------------------------- | ---------------- | --------------- |
| 1  | The revenge of culture maniac | La vendetta di Culture Man      | 2000             | 21 maggio 2001  |
| 2  | Party On                      | A caccia di meteoriti           |                  | 22 maggio 2001  |
| 3  | The Baby IQ Caper             | S.O.S. Susie                    |                  | 1 giugno 2001   |
| 4  | The Ring of Deceit            | L’anello-tranello               |                  | 24 maggio 2001  |
| 5  | Man of the People             | Meglio vincere o perdere?       |                  | 30 maggio 2001  |
| 6  | Norman's Double Comeback      | Culture Man                     |                  | 29 maggio 2001  |
| 7  | Big Night                     | Norman diventa regista          |                  | 21 giugno 2001  |
| 8  | The Wrong Kidnappers          | Vita da ostaggio                |                  | 28 maggio 2001  |
| 9  | Best Buddies                  | Gli amici prima di tutto        |                  | 23 maggio 2001  |
| 10 | Hero for a day                | Eroe per un giorno              |                  | 8 giugno 2001   |
| 11 | Aargh! Zits!                  | L’invasione degli ultra-brufoli |                  | 5 giugno 2001   |
| 12 | Superbugs                     | Follia di insetti               |                  | 31 maggio 2001  |
| 13 | Night of the gnomes           | La notte dei nani da giardino   |                  | 25 maggio 2001  |
| 14 | Norman was 'ere               | Chi ha sporcato quel muro?      |                  | 14 giugno 2001  |
| 15 | Norman's big break            | Norman diventa famoso           |                  | 11 giugno 2001  |
| 16 | The Heat is On                | Susie l’insonne                 |                  | 7 giugno 2001   |
| 17 | False Alarm                   | Sfida all’ultima mutandina      |                  | 12 giugno 2001  |
| 18 | I Spy                         | Com’è piccolo il mondo          |                  | 4 giugno 2001   |
| 19 | Bad Company                   | Cattive compagnie               |                  | 15 giugno 2001  |
| 20 | School's Out                  | Secchione è bello               |                  | 20 giugno 2001  |
| 21 | Black Out                     | Vuoto di memoria                |                  | 6 giugno 2001   |
| 22 | The N - Files                 | La grande invasione             |                  | 13 giugno 2001  |
| 23 | Bride of Culture Maniac       | La fidanzata di Culture Man     |                  | 19 giugno 2001  |
| 24 | The Brat                      | La piccola peste                |                  | 22 giugno 2001  |
| 25 | Jungle Fever                  | La legge della giungla          |                  | 18 giugno 2001  |
| 26 | The Big Scoop                 | Lo scoop del secolo             |                  | 25 giugno 2001  |

### Stagione 2
| nº | Titolo inglese                   | Titolo italiano                      | Prima Tv Francia | Prima Tv Italia  |
| -- | -------------------------------- | ------------------------------------ | ---------------- | ---------------- |
| 1  | A Clone Alone                    | Cloni a volontà                      | 11 marzo 2005    | 22 giugno 2005   |
| 2  | Culture Zombie                   | I forzati della cultura              | 12 marzo 2005    | 27 giugno 2005   |
| 3  | Norman Nice Guy                  | Norman supereroe                     | 13 marzo 2005    | 29 giugno 2005   |
| 4  | Get Real                         | Reality show                         | 14 marzo 2005    | 4 luglio 2005    |
| 5  | Six Billion Toddlers             | Norman baby sitter                   | 15 marzo 2005    | 6 luglio 2005    |
| 6  | Mother Knows Best                | Edith diventa insegnante             | 16 marzo 2005    | 26 ottobre 2005  |
| 7  | But is it Art?                   | Norman pittore                       | 17 marzo 2005    | 27 ottobre 2005  |
| 8  | Cyberwarrior                     | Norman e il cyber-guerriero          | 18 marzo 2005    | 28 ottobre 2005  |
| 9  | Trading Places                   | Kamaleonte Kid                       | 19 marzo 2005    | 31 ottobre 2005  |
| 10 | Forest Chumps                    | Scusami, Pamela                      | 20 marzo 2005    | 1 novembre 2005  |
| 11 | Psyched Out                      | La sindrome di Norman                | 21 marzo 2005    | 2 novembre 2005  |
| 12 | Caution, Norman at Work          | Mitzi                                | 22 marzo 2005    | 3 novembre 2005  |
| 13 | Shrink To Fit                    | Nel corpo di Norman                  | 23 marzo 2005    | 4 novembre 2005  |
| 14 | How Not To Catch A Thief         | Norman detective                     | 24 marzo 2005    | 7 novembre 2005  |
| 15 | Rock On Norman                   | Viva il rock ‘n roll                 | 25 marzo 2005    | 8 novembre 2005  |
| 16 | Pas De Deux                      | Il segreto di Martin e Pamela        | 26 marzo 2005    | 9 novembre 2005  |
| 17 | 2 Villains 3 Parties and a Hero  | Super Norman                         | 27 marzo 2005    | 10 novembre 2005 |
| 18 | Monkey Business                  | L’ineffabile piano del Dottor Klogue | 28 marzo 2005    | 11 novembre 2005 |
| 19 | Nothing But The Truth            | Il siero della verità                | 29 marzo 2005    | 14 novembre 2005 |
| 20 | They Call Him Chicken            | Norman timida gallinella             | 30 marzo 2005    | 15 novembre 2005 |
| 21 | Flash In The Pan                 | Norman stilista di moda              | 31 marzo 2005    | 16 novembre 2005 |
| 22 | Teenage Genius                   | Chi imbroglia paga!                  | 1 aprile 2005    | 17 novembre 2005 |
| 23 | When You Wish You Weren't a Star | Amici e attori, gioie e dolori       | 2 aprile 2005    | 18 novembre 2005 |
| 24 | Stage Fright                     | Dilettanti allo sbaraglio            | 3 aprile 2005    | 21 novembre 2005 |
| 25 | 25. Hard Grind                   | George innamorato                    | 4 aprile 2005    | 22 novembre 2005 |
| 26 | Occupational Hazards             | Norman postino                       | 6 aprile 2005    | 23 novembre 2005 |

### Stagione 3
| nº | Titolo inglese                  | Titolo italiano                      | Prima Tv Francia | Prima Tv Italia  |
| -- | ------------------------------- | ------------------------------------ | ---------------- | ---------------- |
| 1  | Vacu-Girl                       | Una ragazza acqua e sapone           | 5 marzo 2006     | 1 febbraio 2011  |
| 2  | Be Afraid, Be Very Afraid       | L’impero del terrore                 | 6 marzo 2006     | 2 febbraio 2011  |
| 3  | Bad's the New Good!             | Il mondo alla rovescia               | 7 marzo 2006     | 3 febbraio 2011  |
| 4  | The Incredible Shrinking Norman | Norman diventa piccolo               | 7 marzo 2006     | 4 febbraio 2011  |
| 5  | Into Thin Air                   | Niente adulti, niente angoscia       | 8 marzo 2006     | 8 febbraio 2011  |
| 6  | Zombie Remix                    | Zombi in concerto                    | 9 marzo 2006     | 9 febbraio 2011  |
| 7  | Irwin the Dude                  | La sindrome dell’adolescente ribelle | 9 marzo 2006     | 10 febbraio 2011 |
| 8  | Hurrah for Saint George!        | Che fatica essere un cane!           | 10 marzo 2006    | 11 febbraio 2011 |
| 9  | Sick & Wired                    | Pronto? La Terra non risponde!       | 12 marzo 2006    | 15 febbraio 2011 |
| 10 | Where Dweezil Lurks             | Un cane da plasmare                  | 13 marzo 2006    | 16 febbraio 2011 |
| 11 | Hanklecherry Binn               | Un nuovo amico per Norman            | 14 marzo 2006    | 17 febbraio 2011 |
| 12 | Odd Jobs                        | Lavorare stanca                      | 14 marzo 2006    | 18 febbraio 2011 |
| 13 | Jerry                           | L’extraterrestre                     | 15 marzo 2006    | 22 febbraio 2011 |